# تبخير

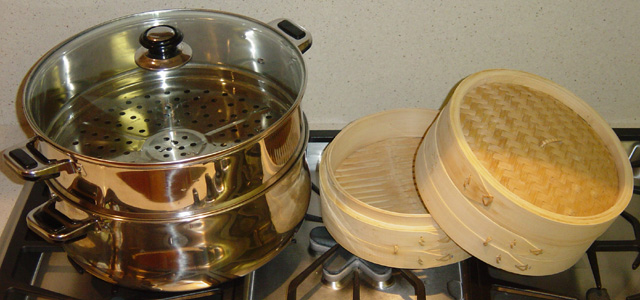
نوعين من تبخير أواني

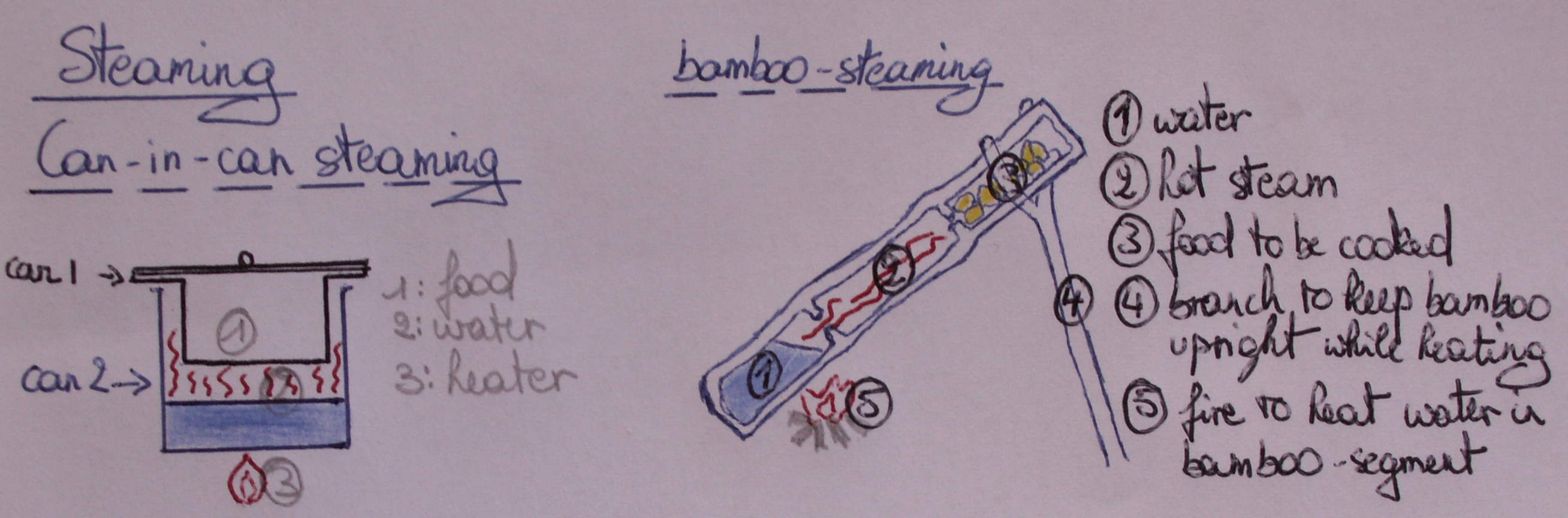
2 التقنيات الشائعة المستخدمة لتبخير الطعام في الهواء الطلق

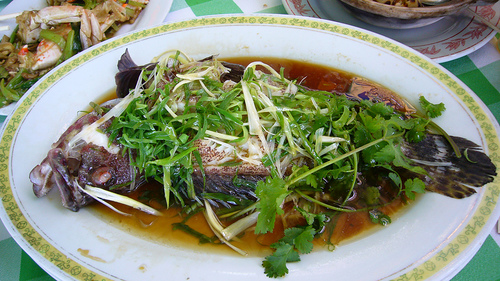
المطبخ الكانتونية، والأسماك المطهية على البخار، محنك مع صلصة الصويا والكزبرة والبصل الويلزية

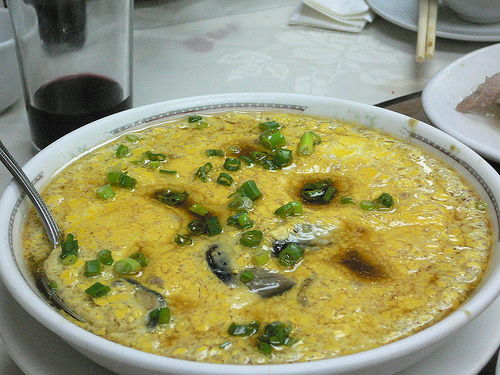
البيض على البخار الصينية

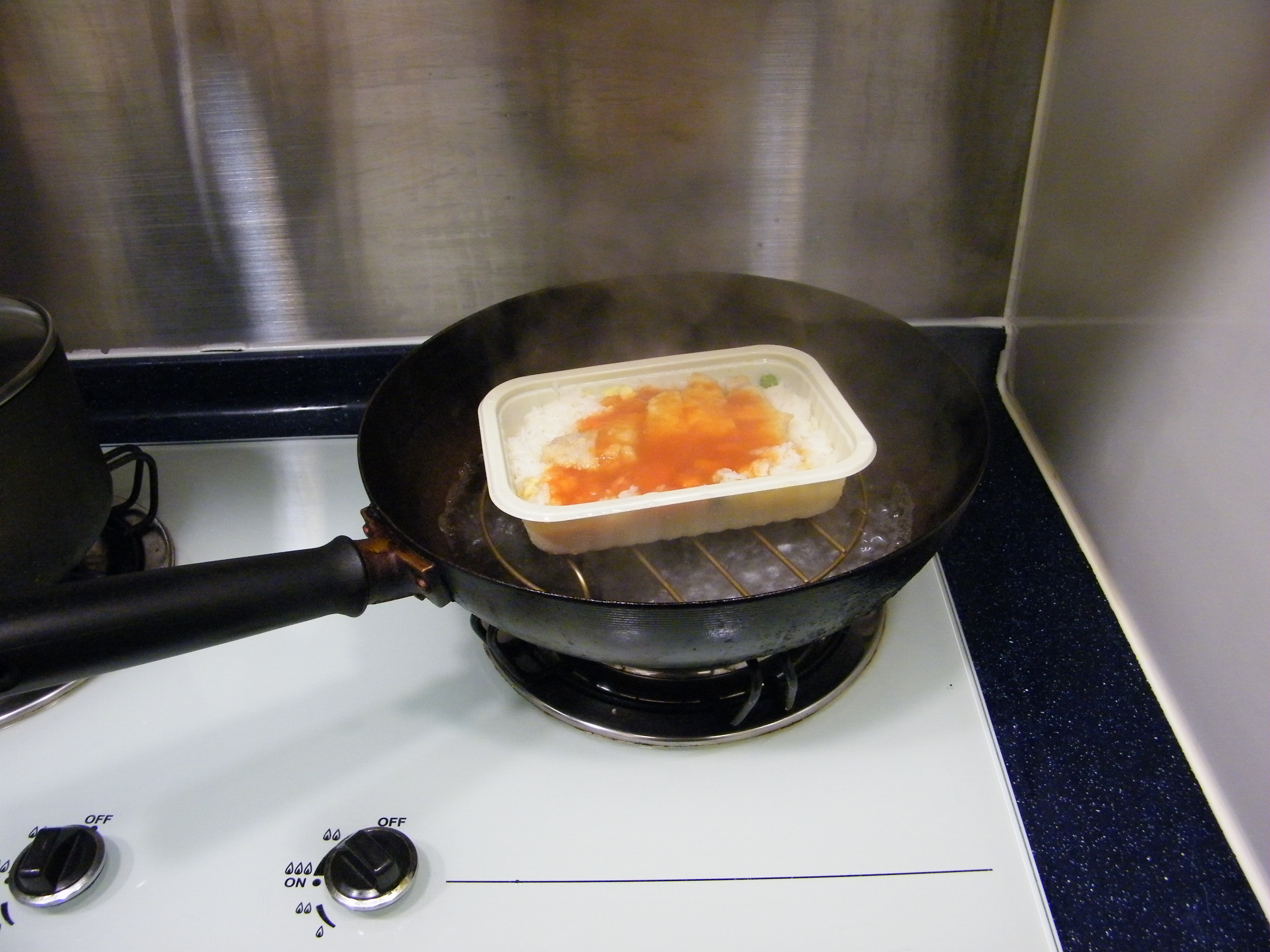
إعادة تسخين وجبة يتم بيعها تجاريا المجمدة عن طريق تبخير في مقلاة

التبخير (بالإنجليزية: Steaming)‏ هو طريقة للطهي باستخدام البخار. يعتبر الطبخ بالتبخير تقنية صحية وقادرة تقريبا على طبخ جميع أنواع الطعام.

## الطريقة
يعمل التبخير عن طريق غلي الماء بشكل مستمر، الامر الذي يؤدي إلى تصاعد البخار، ثم يقوم البخار بنقل الحرارة إلى الغذاء القريب، وبالتالي يطهي الطعام.
يكون الطعام مفصولا عن الماء المغلي ولكن على اتصال مباشر مع البخار، مما يؤدي إلى ترطيب ملمس الأطباق
الطبخ في معظم الأحيان يتم عن طريق وضع الأغذية في قدر بخاري (المبخرة)، وهو عادة وعاء دائري مصنوعة من المعدن أو من الخيزران. المبخرة عادة لديها غطاء يتم وضعه على قمة القدر أثناء الطهي للسماح للبخار بطهي الطعام. عندما تكون المبخرة غير متوفرة، يتم استبدالها بمقلاة أقل من نصفها مملؤة بالماء ووضع إطار معدني مصنوع من الفولاذ المقاوم للصدأ في منتصف المقلاة. بعض أفران الميكروويف في المنازل العصرية تشمل هيكلية لطهي الطعام بالبخار في وعاء مياه منفصل، يعطي نتيجة مشابهة لما يتم طبخه على النار.

## الفوائد والمضار
يتم تجنب الإفراط في الطهي أو حرق الطعام عن طريق تبخيره بسهولة. الأفراد الواعين لصحتهم ربما يفضلون التبخير على الطرق الأخرى التي تتطلب طبخ الزيت، الذي يؤدي إلى خفض نسبة الدهون في الطعام. التبخير أيضا ينتج عنه طعام مغذي أكثر من الغلي لأن عدد قليل من المواد الغذائية تتسرب إلى المياه، التي عادة ما يتم إهمالها. مقارنة وزارة الزراعة في عام 2007 بين تبخير وغلي الخضراوات أظهرت أن المواد الغذائية الأكثر تأثرا هي حمض الفوليك وفيتامين ج وبالمقارنة مع استهلاك الخام، التبخير يقلل حمض الفوليك بنسبة 15٪، والغلي يقللها بنسبة 35٪. مرة أخرى بالمقارنة مع استهلاك الخام، التبخير يقلل فيتامين (ج) بنسبة 15٪، والغلي يقللها بنسبة 25 ٪.
الفينول الذي يحتوي على خصائص مضادة للأكسدة، وجد بشكل ملحوظ أنه يبقي بشكل جيد بالتبخير أفضل منه في الغلي أو الطهي بالميكروويف. معظم المواد المغذية الأخرى خفضت بكمية مماثلة في طرقتي الطبخ الأخرى.
العيب الوحيد للتبخير هو أنه يتطلب مزيد من الطاقة لطهي أكثر من التقنيات الأخرى، لأن الطاقة الحرارية لا تحمل إلى الغذاء بشكل مباشر معظم الطاقة الضائعة نتيجة لانخفاض كفاءة الوسط والمياه.

## الطعام عن طريق التبخير
في الطبخ الغربي، التبخير غالبا ما يستخدم لطهي الخضار—إلا أنها نادرا ما يستخدم لطهي اللحوم. في المطبخ الصيني، الخضار هي في معظمها شبه مقلية ونادرا ما تكون مطهية بالبخار. أطباق اللحوم والمأكولات البحرية مطهية على البخار. على سبيل المثال: السمكة بأكملها على البخار، السلطعون المبخر، ضلع الخنزير المبخر لحم الخنزير المبخر تحت الأرض أو لحوم البقر والدجاج على البخار، أوزة على البخار، وما إلى ذلك من أطباق اللحوم الأخرى، الأرز يمكن أن يكون على البخار أيضا، على الرغم من ذلك الصينيين نادرا ما يشارون اليه باسم «تبخير» بل ببساطة يسمونه«طبخ».
الأطعمة المصنوعة من القمح كذلك تبخر. وتشمل الأمثلة الكعك، الصينيون يطهون الكعك بالبخار الخ.أطباق اللحوم المبخر (باستثناء الأسماك وبعض المجموع الباهت) هي أقل شيوعا في المطاعم الصينية من الطهي التقليدي في المنزل لأن اللحوم عادة ما تتطلب وقت أطول لطهي بالبخار من القلي. الأغذية المجمدة التي يتم بيعها تجاريا (مثل المجموع الباهت) كان عليها تعليمات لتسخينها بواسطة البخار، لغاية ارتفاع شعبية أفران الميكروويف المنزلية التي توفر زمن أقصر في الطهي.

## اقرأ أيضًا
- تبخر
- سكب
- منتو — طعام مطهي بالبخار.
- مومو (طعام)